# Nyx puyaphaga
Nyx puyaphaga är en fjärilsart som beskrevs av John B.Heppner 1982. Nyx puyaphaga ingår i släktet Nyx och familjen gnidmalar. Inga underarter finns listade i Catalogue of Life.